# اوپن فود فکتس
اوپن فود فکتس (به انگلیسی: Open Food Facts) یک پایگاه داده رایگان، آنلاین و جمع‌سپاری از محصولات غذایی از سراسر جهان است دارای پروانه آزاد پایگاه داده (ODBL) است. در حالی که آثار هنری آن - توسط مشارکت‌کنندگان آپلود شده و تحت مجوز با عنوان اجازه‌نامه کرییتیو کامنز قرار دارد.
این پروژه در ۱۹ می ۲۰۱۲ توسط برنامه‌نویس فرانسوی استفان گیگاند در روز انقلاب غذایی که توسط جیمی الیور سازماندهی شده بود راه اندازی شد و برنده جایزه پیوندهای داده ۲۰۱۳ از Etalab و جایزه بنیاد دانش باز ۲۰۱۵ از همین بنیاد شده‌است.
در می ۲۰۱۶، پایگاه داده آن دارای بیش از ۸۰۰۰۰ محصول از ۱۴۱ کشور بود. در ژوئن ۲۰۱۷، به لطف اکوسیستم رو به رشد اپلیکیشن‌ها و واردات داده‌های باز از کشورهای مختلف، این تعداد به ۸۸۰۰۰۰ افزایش یافت. در اکتبر ۲۰۱۹ از مرز ۱٬۰۰۰٬۰۰۰ محصول عبور کرد.

## بررسی اجمالی

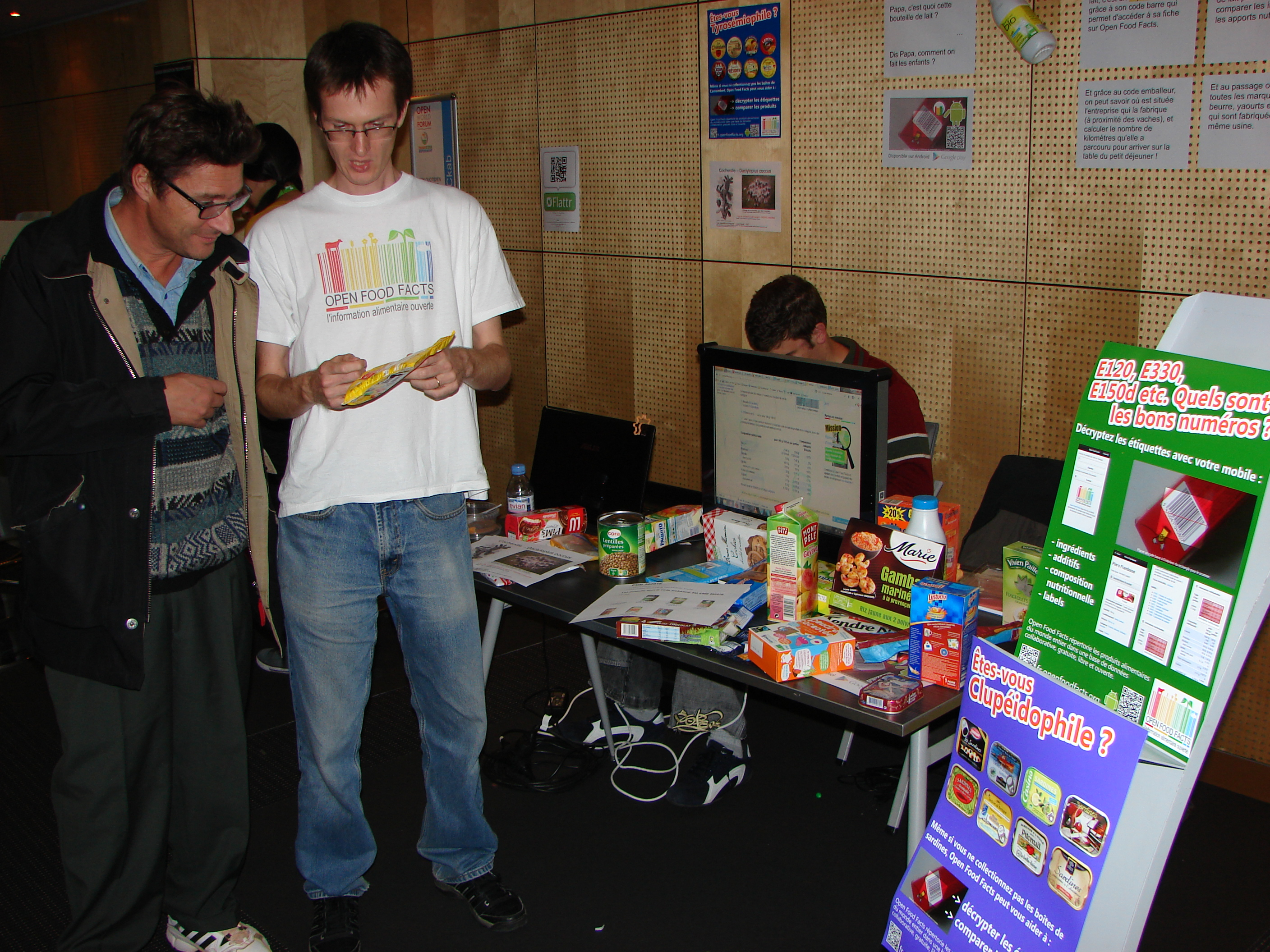
استفان گیگاند در حال ارائه پروژه در اکتبر ۲۰۱۲ در مجمع جهانی باز.

این پروژه اطلاعات و داده‌های مربوط به محصولات غذایی را از سراسر جهان جمع‌آوری می‌کند.
برای هر رکورد، نام عمومی، مقدار، نوع بسته‌بندی، نام تجاری، دسته‌بندی، مکان‌های تولید یا فرآوری، کشورها و فروشگاه‌هایی که محصول در آن فروخته می‌شود، فهرست مواد تشکیل دهنده، هر گونه اثری (برای آلرژی‌ها، قوانین رژیم غذایی یا هر مورد خاص دیگر) را ذخیره می‌کند.
رژیم غذایی، افزودنی‌های غذایی و اطلاعات تغذیه‌ای. ارزش غذایی با استفاده از Nutri-Score محاسبه می‌شود.
هر مشارکت کننده می‌تواند اقلام غذایی را بر اساس اطلاعاتی که روی بسته‌بندی درج شده‌است را اضافه یا ویرایش کند. در نتیجه، GTIN (شماره کالای تجاری جهانی) که در نتیجه بارکدی که روی بسته‌بندی محصول تعبیه شده‌است (در صورت موجود بودن) عموماً به عنوان شناسه در نظر گرفته می‌شود. برنامه‌های کاربردی تلفن همراه امکان ثبت عکس‌ها و اطلاعاتی را که داوطلبان به صورت دستی مجدداً پردازش می‌کنند را فراهم می‌کند.
به دلیل مکانیسم‌های مشابه برای اصلاح، گسترش یا حذف محتوا و ساختار، پروژه گاهی در رسانه‌ها با ویکی‌پدیا مقایسه می‌شود.

### استفاده مجدد می‌کند
داده‌ها توسط پروژه‌های مختلف در مورد مسائل مربوط به روغن نخل، شکر و محل تولیدکننده‌ها مورد استفاده مجدد قرار می‌گیرند.

## برنامه اوپن فود فکتس
اوپن فود فکتس یک برنامه برای IOS و Android ساخته‌است. با استفاده از این برنامه، مشارکت کنندگان می‌توانند به سرعت محصولات را در سایت اضافه کنند (با عکاسی از آنها و تکمیل برخی از اطلاعات محصول). می‌توانید از این برنامه برای اسکن بارکد محصولات غذایی استفاده کنید و به‌طور مستقیم امتیاز تغذیه و امتیاز زیست‌محیطی را مشاهده کنید. همچنین مقایسه محصولات غذایی مختلف بر اساس مواد تشکیل دهنده آنها آسان است.

## روزهای اوپن فود فکتس
روزهای اوپن فود فکتس یک رویداد سالانه است که در آن مشارکت کنندگان می‌توانند طوفان فکری کنند. همچنین کارگاه‌های زیادی وجود دارد.